# روي كارتر (معلم موسيقى)
روي كارتر (بالإنجليزية: Roy Carter)‏ هو زمّار بريطاني، ولد في 5 مارس 1949.

## وصلات خارجية
- روي كارتر على موقع ميوزك برينز (الإنجليزية)
- روي كارتر على موقع ديسكوغز (الإنجليزية)